# Der Gang vor die Hunde (Kästner)
Der Gang vor die Hunde ist der Titel einer Rekonstruktion der Urfassung des Romans Fabian von Erich Kästner. Das Buch wurde von Sven Hanuschek herausgegeben. Es erschien 2013 im Atrium Verlag (Zürich). 2017 folgte die Taschenbuchausgabe. Der Gang vor die Hunde wurde schnell zum Bestseller.
Erich Kästner war vor der ersten Publikation des Romans von seinem Verleger um einige Kürzungen und Veränderungen brisanter Stellen gebeten worden. Diese nahm er vor der Erstveröffentlichung 1931 auch vor. Spätere Auflagen des Fabian weisen immer wieder Überarbeitungen durch Kästner auf, die allerdings niemals so weit gingen wie Hanuscheks „fiktive Urfassung“. Warum Kästner selbst eine solche Version nicht wieder hergestellt hat, ist unbekannt.

## Inhalt
Außer dem Text des Romans enthält Hanuscheks Ausgabe in einem Anhang auch die verschiedenen Vor- und Nachworte, die Kästner zu seinem Fabian geschrieben hat: das Nachwort für die Sittenrichter, 1931 außerhalb des Romans publiziert, das Nachwort für die Kunstrichter, das Vorwort zur Neuauflage von 1946 und das Vorwort des Verfassers zur Neuauflage dieses Buches von 1950. Ferner gibt es eine editorische Notiz, in der die Unterschiede zwischen Der Gang vor die Hunde und der Erstauflage des Fabian von 1931 detailliert aufgelistet werden, sowie ein ausgiebiges Nachwort des Herausgebers.

### Fabian
Die Erzählung von den Schicksalen des promovierten Philologen Jakob Fabian, der zu Beginn des Romans in Berlin als Werbefachmann arbeitet, ist bekannt: Fabian gibt sich zwar als Habitué in den Berliner Lokalen der Zwischenkriegszeit und bewegt sich mit derselben Souveränität in Künstlerkreisen und unter fremdgehenden Hausfrauen wie unter dem Diktat despotischer Zimmerwirtinnen, zwischen linken und rechten Kleinbürgern und Proletariern, die prügelnderweise oder gar mit Schusswaffen aufeinander losgehen, obwohl sie eigentlich unter demselben Schicksal leiden, er leistet heruntergekommenen Gestalten, die aus der Gesellschaft bereits ausgestoßen sind, ohne einen Augenblick zu zögern Hilfe und er amüsiert sich mit seinem Freund Labude über das Spießertum der Berliner. Aus seiner Wahrnehmung der krisenhaften Situation, in der sich die Gesellschaft bzw. der ganze Erdball befindet, zieht er für sich selbst die Konsequenz, keine bürgerlichen Ehren und keine respektable Position anzustreben. Seinen Freund Labude, der nicht nur an seiner Habilitationsschrift arbeitet, sondern auch politisch aktiv ist, betrachtet er trotz aller Sympathie mit einer gewissen Distanz; es kommt ihm nicht in den Sinn, selbst in ähnlicher Weise aktiv zu werden.
Seine scheinbar unbeschwerte Haltung führt ihn aber in eine Krise, als er ausgerechnet in dem Moment arbeitslos wird, in dem er eine Freundin gefunden hat, mit der ihm nun doch eine solidere Zukunft möglich erscheint, und als Labude aufgrund eines missglückten Scherzes Selbstmord begeht. Er kehrt von Berlin nach Dresden, wo seine Eltern ein Seifengeschäft betreiben, heim und stirbt dort bald darauf einen ebenso sinnlosen Tod wie Labude. Während dieser auf die Behauptung eines Universitätsangestellten hereingefallen ist, seine Habilitationsschrift über Lessing sei als miserabel abgelehnt worden (in Wirklichkeit soll sie wegen ihrer exzellenten Qualität demnächst als Sonderdruck veröffentlicht werden), und sich erschossen hat, springt Fabian in die Elbe, um ein Kind vor dem Ertrinken zu retten, das aber, im Gegensatz zu Fabian selbst, schwimmen kann.

### Reaktionen des Verlags auf die Urfassung
Kästner schrieb den Roman in der Zeit von etwa Ende September 1930 bis Ende Juni 1931, zuletzt gehetzt von der Vorstellung, Hermann Kesten und Ernst Glaeser könnten ihm zuvorkommen. Denn es war ihm zu Ohren gekommen, diese Autoren seien mit Büchern zum selben Thema beschäftigt wie er selbst. Außerdem drängte sein Verleger Gustav Kilpper auf Fertigstellung des Manuskripts. Am 10. Juli 1931 verfasste der zuständige Lektor Curt Weller bereits seine Rückmeldung an Kästner. Er gratulierte dem Autor und versicherte, das Publikum werde erschüttert sein, sagte aber bereits voraus, dass das Werk heftig angegriffen werden könnte. Die ersten neun Kapitel fand er „erkältend“, erst ab dem zehnten setze so etwas wie Menschlichkeit ein. Im Verlagsgutachten, das er am selben Tag verfasste, schrieb Weller, es sei nicht die Schuld Kästners, dass dem Leser Abstoßendes und Erschreckendes zugemutet werde, denn Kästner wolle bessern, indem er die Wahrheit aufdecke. Weller bezeichnete den Roman geradezu als Menetekel. Im Gegensatz zu Weller war Martin Mörike, der den DVA-Bühnenvertrieb Chronos leitete, überhaupt nicht angetan und äußerte sich vernichtend über den Roman. Doch auch Weller verlangte Kürzungen und Entschärfungen, die Kästner denn auch durchführte.
Allerdings versuchte Erich Kästner einige der gestrichenen Passagen zu bewahren und der Leserschaft auf anderem Wege zugänglich zu machen. So ließ er Der Herr ohne Blinddarm sowie Fabian und die Kunstrichter und Fabian und die Sittenrichter in den 1930er Jahren in Zeitschriften abdrucken. Die vom Verlag gewünschten Änderungen nahm er innerhalb von ungefähr zwei Wochen vor; Kilpper erhielt das geänderte Manuskript Ende Juli 1931 und drückte wenige Tage später, am 5. August, seine Zustimmung aus. Am 15. Oktober 1931 wurden die ersten Druckexemplare des Fabian ausgeliefert.

### Unterschiede zwischen Urfassung undFabian

#### Sprachliches
Der Gang vor die Hunde weist zahlreiche Verschleifungen auf, die zumindest in der ersten Druckfassung des Romans getilgt waren. Speziell der Brief der Mutter, in dem auch die Zeichensetzung sich deutlich von der Version der Erstausgabe unterscheidet, legt Zeugnis ab für Hanuscheks Feststellung: „Kästner war ein [...] sprachmimetischer Zugriff wichtiger als die Verwendung der immer gleichen korrekten Hochsprache; seine Figuren werden auf diese Weise eindringlicher charakterisiert“.

#### Gekürzte Sexszenen
Neben einigen kleineren Änderungen wurden im Fabian Partien aus Sexszenen gestrichen, die den Verlegern offenbar einst zu gewagt erschienen. So blieb im 16. Kapitel zwar die Passage, in der Fabian mit einer fremdgehenden Hausfrau ins Bett geht, die vor dem Geschlechtsverkehr erst einmal zur Taschenlampe greift und ihren Gast genau untersucht, weil man ja derzeit nicht vorsichtig genug sein könne, grundsätzlich erhalten, doch wurde der Begriff „Geschlechtsapparat“ aus dieser Schilderung gestrichen.
Ebenso blieb zwar die Bordellszene erhalten, die sich in Dresden abspielt, doch wurde darin z. B. die Erwähnung eines Gummigliedes, mit dem eine Prostituierte hantiert, gestrichen. Dieses Bordell betritt Fabian zusammen mit seinem ehemaligen Schulfreund Wenzkat, der mittlerweile dem paramilitärischen Stahlhelm-Bund angehört und in dem Etablissement seine sadistischen Neigungen auslebt. Diese Verquickung von politischer Einstellung und sexuellen Neigungen Wenzkats schien dem Verlagslektor möglicherweise zu pointiert dargestellt.

#### Der empörte Autobus
Wiederhergestellt wurde in Hanuscheks Rekonstruktion die Passage Der empörte Autobus aus dem vierten Kapitel: Labude und Fabian fahren im Omnibus durch Berlin. Der eine der beiden Freunde spielt den schwerhörigen Touristen, der andere „erklärt“ ihm die Bauten und Monumente, die der Bus passiert. Dabei wird z. B. aus dem Brandenburger Tor der „Verkehrsturm“, die „Pferdchen obendrauf“ seien ein Denkmal für die letzten Droschken und dass der Kutscher so wenig anhabe, sei symbolisch: „Wegen der Steuern.“ Solche Aussagen oder gar der provokante Spruch „Ja, der Schwachsinn ist hier sehr verbreitet“ sorgen für allgemeine Empörung unter den Fahrgästen und es kommt beinahe zu einer Schlägerei.
Derartige Provokationen der Mitfahrer in öffentlichen Verkehrsmitteln kennt man auch aus Thomas Manns Erzählung Unordnung und frühes Leid. Doch während dort die Professorenkinder Ingrid und Bert nur durch ein schauriges Gespräch über die Natur der krankhaften Grausamkeit in einem Münchner Trambahnwagen Anstoß erregen, vergreifen sich Fabian und Labude in dem Berliner Omnibus an „nationalen Heiligtümern“. Hanuschek vermutet, „dass Curt Weller [neben Teilen der Bordellszene] auch die Busfahrt [...] aufgrund politischer Bedenken gestrichen hat, nicht nur, um den Berliner Lokalpatrioten nicht zu nahe zu treten.“

#### Breitkopfs Blinddarm
Im vorhergehenden dritten Kapitel befindet sich die Episode mit Direktor Breitkopf und Fabians pünktlichem, aber unbegabten Kollegen Fischer. Dieser erscheint jeden Morgen rechtzeitig im Büro, während der Langschläfer Fabian Herrn Breitkopf regelmäßig durch verspätetes Eintreffen in Rage bringt, aber bei der Arbeit dann deutlich mehr leistet als Fischer. Tatsächlich gibt sich Breitkopf an diesem Morgen, nachdem es erst Streit wegen des Zuspätkommens gegeben hat, gegenüber Fabian versöhnlich, behauptet aber, er könne über dessen Frage nach einer Gehaltserhöhung nicht lachen, weil sonst seine Blinddarmnarbe aufplatzen würde. Prompt erkundigt sich Fischer nach dieser Narbe, woraufhin Breitkopf sich mit seinen beiden Angestellten im Büro einschließt und sich auszieht, um die entzündete und noch nicht abgeheilte Narbe vorzuführen. Fischer erweist dem Direktor alle Anteilnahme, Fabian aber bringt das Gespräch wieder auf die gewünschte Gehaltserhöhung, da er von 270 Mark monatlich nicht leben könne. Breitkopf verdächtigt ihn, einen Nebenberuf zu haben, weil er ja jeden Morgen zu spät komme, woraufhin Fabian wütend erwidert, er habe in der Tat einen Nebenberuf, nämlich zu leben. Breitkopf reagiert äußerst gereizt: „Leben nennen Sie das? [...] In Bars und Tanzsälen treiben Sie sich rum! Leben nennen Sie das? Sie haben ja keinen Respekt vorm Leben!“ Nun wird auch Fabian wütend: „Nur vor meinem Leben nicht, mein Herr! [...] Aber das verstehen Sie nicht und das geht Sie nichts an! Es besitzt nicht jeder die Geschmacklosigkeit, die Tippfräuleins über den Schreibtisch zu legen. Verstehen Sie das?“ Als Fischer ihm nach dieser Szene seine Befürchtung schildert, er könne nun entlassen werden, reagiert Fabian noch sehr schnoddrig. Auf einen Beruf mehr oder weniger komme es ihm auch nicht an, wenn ihm gekündigt werde, suche er sich eben etwas Neues. Er habe während der Inflation Börsenpapiere verwaltet, anschließend einen Gemüseladen gehabt, er habe schon als Adressenschreiber gearbeitet und nebenbei habe er auch eine Dissertation über das Thema Hat Heinrich von Kleist gestottert? geschrieben. Fischer reagiert respektvoll, doch als Fabian kurz darauf tatsächlich arbeitslos wird und keine neue Stelle findet, wirkt sich dies auch auf seine Beziehung zu Cornelia Battenberg aus, die, ursprünglich promovierte Juristin, nun eine Filmkarriere einschlagen möchte und es angesichts der finanziellen Unsicherheit für nötig hält, mit dem Filmemacher zu schlafen.
Kästner „rettete“ diese einprägsame Passage, indem er sie anderweitig in Druck gab. Zum ersten Mal erschien sie 1932 in Wieland Herzfeldes Sammelwerk 30 Erzähler des neuen Deutschlands, die bei Malik verlegt wurde.

#### „Fake News“ in der Druckausgabe

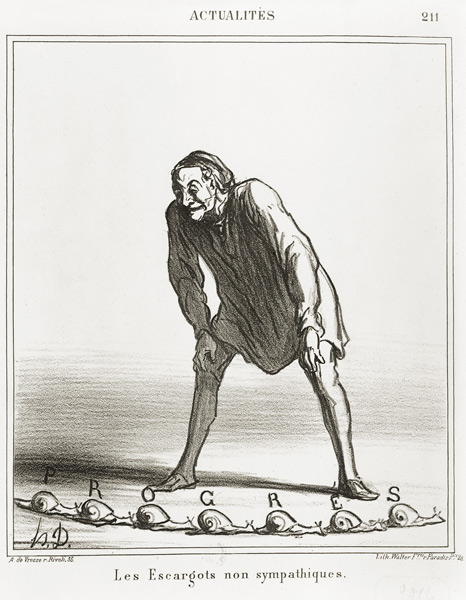
Honoré Daumier: Progrès. Les Escargots non sympathiques

Die aus dem Roman entfernte Blinddarmepisode wurde, wie erwähnt, von Kästner zunächst leicht modifiziert an anderer Stelle veröffentlicht. Im Roman Fabian ersetzte er sie durch die Episode mit dem politischen Redakteur Münzer, der eine Rede des Reichskanzlers redigieren muss und, da nunmehr der Umbruch auf der Titelseite seiner Zeitung nicht mehr stimmt, eine Kurznachricht erfindet: In Kalkutta hätten Straßenkämpfe zwischen Hindus und Moslems vierzehn Tote und zweiundzwanzig Verletzte gefordert. Als sein Kollege entsetzt reagiert, erklärt er: „Merken Sie sich folgendes: Meldungen, deren Unwahrheit nicht oder erst nach Wochen festgestellt werden kann, sind wahr.“ Das Kapitel endet mit einem Gespräch im Wirtshaus über die politischen Zustände. Dabei fallen Sätze wie „Wir gehen an der Trägheit unserer Herzen zugrunde. [...] Die Gegenwartskrise ohne eine vorherige Erneuerung des Geistes ökonomisch lösen zu wollen, ist Quacksalberei!“
Als Fabian betrunken nach Hause geht, ist er todunglücklich und erinnert sich an eine Zeichnung von Honoré Daumier, auf der der Fortschritt in Gestalt von Schnecken dargestellt wird. Das Schlimmste dabei ist allerdings, dass die Schnecken Fabians Erinnerung nach auch noch im Kreis kriechen.

## Hanuscheks Nachwort
Hanuschek betont zwar, er wolle mit Der Gang vor die Hunde keine kommentierte Ausgabe des Fabian ersetzen, die ja ohnehin schon vorliege, liefert aber auch jenseits der editorischen Notiz zahlreiche Hintergrundinformationen zu dem Roman.
Unter anderem befasst er sich mit den Urbildern der literarischen Figuren. Jakob Fabian teilt, wie unschwer zu erkennen, etliche Schicksale und Eigenschaften mit dem Autor. So stammte auch Kästner aus eher kleinen Verhältnissen in Dresden und war seiner Mutter eng verbunden, so kehrte auch Kästner mit einem Herzleiden aus dem Ersten Weltkrieg zurück, so lebte auch Kästner zur Zeit der Weimarer Republik in Berlin und so hat auch Kästner eine Dissertation zu einem philologischen Thema geschrieben: 1925 promovierte er mit einer Arbeit über die Erwiderungen auf die Schrift De la littérature allemande Friedrichs des Großen. Kästners Beschäftigung mit Lessing hingegen wurde auf die Figur des Labude übertragen. Doch neben den Gemeinsamkeiten zwischen Kästner und seiner Figur Fabian, zu denen auch der Antimilitarismus zählt, sieht Hanuschek auch Unterschiede. Fabian sei ein Geschichtspessimist, was insbesondere in dem nachträglich geschriebenen Kapitel, in dem er an Daumiers Blatt Progrès. Les Escargots non sympathiques von 1869 denkt, zu erkennen sei. Kästner hingegen habe, genau wie seine Romanfigur Zacharias, Herbert George Wells’ Ansicht geteilt, die Menschheit könne durch Propaganda zum Besseren erzogen werden. Passend dazu und zum Namen der Romanfigur sei wiederum Wells bzw. dessen Protagonist Clissold von der Fabian Society beeinflusst, die wiederum nach Quintus Fabius Cunctator benannt sei, dem Zauderer, der als römischer Konsul nur ungern Truppen einsetzte. Schließlich könnte auch noch der Name des Arztes Warner Fabian in den Roman hineingespielt haben. Kästner war mit dessen Buch über voreheliche Sexualität vertraut.
Stefan Labude hatte möglicherweise mehrere Urbilder im realen Leben. Ralph Zucker, Schulfreund Kästners und Student der Medizin, hat offenbar für den ehrgeizigen jungen Mann, der sich wegen eines nicht verstandenen Scherzes das Leben nimmt, Modell gestanden, jedoch referiert Hanuschek auch die Theorie, es handle sich bei Labude um ein Porträt Walter Benjamins, die von Werner Fuld aufgestellt wurde und mittlerweile Verbreitung gefunden hat, sowie die Überlegungen Fabian Beers, ob nicht zwei akademische Lehrer Kästners in diese Figur hineingespielt haben: Albert Köster und Georg Witkowski. Er weist darauf hin, dass die Gelehrtensatire ein wichtiger Topos in dem Roman sei und dass z. B. Fabians Dissertationsthema tatsächlich einmal wissenschaftlich bearbeitet wurde: 1913 befasste sich Richard Finger in Heinrich von Kleists Geheimnis mit der Frage, ob dieser gestottert hat.
Das Urbild der männerverbrauchenden Irene Moll, der Fabian immer wieder begegnet, könnte laut Hanuschek Rosa Valetti gewesen sein, mit der Kästner offenbar bekannt war, doch führt er hierfür keine ausführliche Begründung an. Die sexuellen Ausschweifungen im Berlin der 1920er- und 1930er-Jahre sind in zahlreichen belletristischen und anderen Werken thematisiert worden (Kästner selbst verweist im Vorwort zur Auflage von 1946 auf das Stück Krankheit der Jugend von Ferdinand Bruckner, das um 1930 oft gespielt worden sei), Bezüge auf einzelne bekannte Personen scheinen hier eher weit hergeholt. Hanuschek erklärt zwar, Kästners Frauenbild sei in dem Roman keineswegs so holzschnittartig, wie es ihm vorgeworfen worden sei, es ist aber auffallend, dass er kaum eine Hypothese zu den Urbildern der Frauenfiguren in Der Gang vor die Hunde referiert, wohingegen er für die männlichen Hauptfiguren eine Fülle von Material vorgefunden hat.
Hanuschek nennt neben den lebenden Personen aber auch andere Quellen, die Kästner offenbar inspiriert haben und in den Roman eingegangen sind. So erwähnt er etwa die 1930 in Berlin uraufgeführte Operette Im Weißen Rössl von Ralph Benatzky, zu deren Librettisten der mit Kästner befreundete Robert Gilbert gehörte. Das Motiv des Sprungs ins Wasser findet sich hier in dem Liebeslied Zuschau'n kann i net. Hanuschek sieht hier den „zentralen Topos des Kästner'schen Protagonisten“ thematisiert. Fabians Beschreibung der versteckten Heime, in denen fürchterlich zugerichtete Kriegsversehrte dahinvegetieren, könnte auf Ernst Friedrichs pamphletartiges Werk Krieg dem Kriege zurückgehen, das 1924 erschien.
Daneben finden in dem Roman zahlreiche historische Ereignisse Erwähnung, deren Zeitzeuge Erich Kästner war, etwa die Ermordung Rathenaus oder die verworrene Lage nach der Ministerpräsidentenwahl 1930 in Sachsen.
Der Herausgeber des Gangs vor die Hunde führt auch die verschiedenen Titel, die für das Buch diskutiert wurden, auf. Kästner hatte Saustall oder Saustall ohne Herkules vorgeschlagen, außerdem Jugend im Vacuum. Curt Weller hätte eigentlich Verwirrung der Gefühle favorisiert, doch hatte diesen Titel schon Stefan Zweig für eine seiner Novellen gewählt. Auch Schlachthaus des Herzens, in das Europa geraten ist, Wartesaal oder Provisorium waren Titel, die Weller sich für den Roman vorstellen konnte. Ein Verlagsmitarbeiter namens Lang war für Herz unter Null. Dieser Herr Lang schlug dann auch den Titel Fabian. Die Geschichte eines Moralisten vor. Kästner war mit dieser Idee, die ihm ebenfalls in dem Schreiben vom 10. Juli 1931 mitgeteilt wurde, nicht gleich zufrieden. Er dachte noch über Matthäi am letzten und Sodom & Gomorrha nach. Dass er in dieser Zeit schon Der Gang vor die Hunde vorgeschlagen hat, ist möglich, aber nicht belegt. In seinem Vorwort zur Nachkriegsausgabe (1946) schreibt Kästner: „Der ursprüngliche Titel, den, samt einigen krassen Kapiteln, der Erstverleger für untragbar hielt, lautete 'Der Gang vor die Hunde'.“

## Hanuscheks Quellen
Erich Kästners Berliner Wohnung brannte nach einem Bombardement im Zweiten Weltkrieg aus; ebenso sind zahlreiche Verlagsunterlagen verlorengegangen. Doch bei Ida Kästner blieb der Durchschlag eines Typoskripts mit handschriftlichen Korrekturen und Ergänzungen von der Hand Elfriede Mechnigs und zwei Originalseiten erhalten, der sich mittlerweile in der Obhut des Deutschen Literaturarchivs in Marbach am Neckar befindet und im Literaturmuseum der Moderne ausgestellt wird. Er diente als Quelle für Hanuscheks Rekonstruktion des Romans sowie der beiden Nachworte, während das Vorwort von 1946 sowohl im handschriftlichen Entwurf als auch als Ausriss aus der ersten Nachkriegsausgabe des Fabian in Kästners Nachlass vorhanden war. Das Vorwort von 1950 lag Hanuschek im Typoskript mit handschriftlichen Korrekturen Kästners vor; es wurde mit dem Vorwort in der Ausgabe letzter Hand verglichen, wobei sich herausstellte, dass, im Gegensatz zum Romantext, der Vorworttext seit 1950 nicht mehr von Kästner geändert wurde.
Das Marbacher Romantyposkript hat kein Deckblatt und somit auch keinen Titel. Kästner ließ zwar auf dem Deckblatt der Ausgabe letzter Hand des Fabian 1969 vermerken, Der Gang vor die Hunde sei sein ursprünglich favorisierter Titel für den Roman gewesen, einen Beleg dafür aus der Zeit der ersten Auflage gibt es aber nicht.

## Rezeption
Hanuschek erhebt den Anspruch, den Fabian in seiner Rekonstruktion wieder so hergestellt zu haben, „wie er vom Autor geplant und gemeint war“. In seiner Rezension in der FAZ meldet Hernán D. Caro daran Zweifel an, ebenso an Hanuscheks Annahme, Der Gang vor die Hunde werde das Bild, das die Leserschaft sich bisher von Erich Kästner als Autor gemacht habe, verändern. Laut Caro ist es „zu bezweifeln, dass die Neuausgabe unsere Leseerfahrung und unser Verständnis der Bedeutung des Romans komplett umkrempeln oder uns wirklich skandalisieren könnte“. Was er dem Buch aber zugesteht, ist die Tatsache, dass es eine glückliche Gelegenheit für die Leser biete, den Fabian wieder zu lesen, den er als brillantes Werk bezeichnet: „Kästners schwermütiges Märchen für Erwachsene ist [...] einer der größten Stadtromane der großstadtverliebten Weimarer Republik; eine philosophische Parabel und ein „Plädoyer für die Vernunft in den Zeiten der Unvernunft“ (Marcel Reich-Ranicki); das nüchterne Porträt eines enthemmten Milieus am Vorabend der Katastrophe; literarische Fiktion mit autobiographischen Zügen; freche, freie, selbstironische Satire.“ Vor allem aber sei Kästners Buch eine Warnung an seine Zeitgenossen gewesen, die freilich wirkungslos geblieben sei.
Auf den Rezensenten David Denk, der sich in der taz über die Urfassung des Fabian äußerte, wirkt der Held rührend naiv und der Roman, auch in der rekonstruierten Version, brav und altmodisch: „Den heutigen Leser[n] erscheint die aus Ekelgründen entfernte Passage, in der ein Mann die Hosen runterlässt und eine entzündete Narbe vorzeigt, genauso harmlos wie der Schabernack, mit dem Fabian und sein bester Freund Labude einen ganzen Linienbus gegen sich aufbringen.“ Denk respektiert Hanuscheks Rekonstruktion vor allem als geglückte Fleißaufgabe und gibt, im Gegensatz zu anderen Rezensenten, Gründe dafür an, warum Kästner sich niemals selbst um eine solche Rekonstruktion des Romans bemüht habe: Erstens habe er wohl immer Dringenderes zu tun gehabt und zweitens sei unklar, ob Kästner überhaupt gewusst habe, dass das Typoskript, auf dem Hanuscheks Rekonstruktion beruhe, den Zweiten Weltkrieg überstanden hat.
Roman Halfmann schlug in dieselbe Kerbe: Unter der Überschrift Alter Wein erklärte er, es sei „eigentlich egal, ob nun in der Neuausgabe ein unmoralischer Satz mehr zu finden ist oder eine Bordellszene expliziter dargestellt wird“, denn das eigentlich Skandalöse sei, auch in der vom Verlag genehmigten Version des Romans, die Tatsache, dass „der Held, Fabian, kein Held ist, obgleich er, als einziger in diesem Reigen, das Zeug hierzu hätte – und dass er kein Held sein will, es womöglich auch nicht sein kann“. Halfmanns Meinung nach ist der Roman zu wenig bekannt und hat durchaus eine Renaissance verdient, doch „haben wir es im direkten Vergleich [der Rekonstruktion] zu den früheren Fassungen doch mit nur marginalen Änderungen zu tun, die keine neue Lektüreerfahrung nach sich ziehen, geschweige denn den Charakter einer Neuentdeckung annehmen.“
Oliver Pohlmann bezeichnete dagegen den Fabian, wie ihn das Publikum bislang kannte, geradezu als zensiert und zeigte sich in einer Besprechung im Deutschlandfunk darüber erfreut, dass das Werk nun endlich von seinen „Entstellungen und Entschärfungen befreit“ sei, denn die vom Verlag einst geforderten Kürzungen und Änderungen hätten die satirischen Intentionen Kästners eher verunklart und manche Handlungszusammenhänge auseinandergerissen, so dass der Fabian eher zum Episodenroman geworden sei. Als Beispiel nennt Pohlmann die Streichung des Blinddarmkapitels, in dem das Motiv für die Kündigung angelegt ist, die Fabians Vorgesetzter kurz danach ausspricht: Fabian wirft ihm in diesem Kapitel schließlich vor, sich an seinen Sekretärinnen zu vergehen. Allerdings sieht Pohlmann in der Hanuschekschen Fassung auch einen Verlust: Der Wegfall des Kapitels, in dem ein Zeitungsredakteur eine leere Stelle in seinem Blatt mit einer erfundenen Nachricht füllt, sei schwer zu verschmerzen. Allerdings sei dies „die einzige Stelle, wo die Rekonstruktion der Urfassung zu einem ästhetischen Verlust führt“.
Georg Diez schrieb im Spiegel, Der Gang vor die Hunde sei „sprachlich näher an der Rohheit“, die Kästner
gewollt habe, härter als der Fabian und näher „an einem politischen Bewusstsein, das man heute nicht so leicht mit Kästner verbindet“. Er bettete seine Äußerungen über Kästners Roman in eine Betrachtung über das Leben des Schriftstellers ein, der dadurch, dass er in Nazideutschland geblieben sei, als Schriftsteller unter seinen Möglichkeiten geblieben sei und nach dem Fabian „überhaupt nichts wirklich Gutes mehr“ geschrieben habe. Über die Streichungen und Änderungen, die Kästner dem Verlag zuliebe vornahm, urteilt er: „[G]erade die Romanteile, die aus Angst gestrichen wurden, zeigen, wie verludert das Klima 1932 war: Es waren nicht politische Anspielungen, die etwa abgeschwächt worden wären. [...] Ekel und Spott, das war in diesen Vorzeiten etwas, was die späteren Bücherverbrenner, Ordnungsfanatiker und Dummdenker nicht ertragen konnten – genauso wenig wie die Leichtigkeit, mit der Kästner diesen Ekel und diesen Spott inszenierte, die so selten ist in der deutschen Literatur, eine eher journalistische und durchaus pointensichere Herangehensweise an das Schreiben“. Kästner habe sich erst nach dem Krieg zu einem Moralisten stilisiert, der er eigentlich nie gewesen sei.

## Ausgabe
- Erich Kästner: Der Gang vor die Hunde. herausgegeben von Sven Hanuschek, Zürich 2017, ISBN 978-3-03882-001-7.